# Joseph Otto Roehmer
Joseph Otto Roehmer (* 26. Mai 1812 in Minden; † 16. Dezember 1883 in Oberlahnstein) war königlich preußischer Generalmajor und zuletzt Inspekteur der 1. Festungsinspektion.

## Leben

### Herkunft
Seine Eltern waren der Privatier Karl Otto Roehmer und dessen Ehefrau Johanna Gebers.

### Militärkarriere
Er bekam seine Schulbildung auf dem Gymnasium in Minden. Nach seinem Abschluss ging er am 1. November 1829 als Freiwilliger nach Koblenz in die 8. Pionierabteilung. Vom 1. Oktober 1830 bis zum 31. März 1831 wurde er in die Artilleriebrigadeschule nach Koblenz abkommandiert. Nach seiner Rückkehr erhielt er dann die Beförderung zum Portepeefähnrich. Anschließend wurde er vom 1. Oktober 1831 bis zum 30. September 1834 war er in die Vereinigte Artillerie- und Ingenieurschule abkommandiert, in dieser Zeit wurde er am 1. Oktober 1833 als Seconde-Lieutenant in die 3. Ingenieur-Inspektion aggregiert. Nach seiner Rückkehr kam er am 1. Oktober 1834 in die 4. Pionierabteilung und am 1. Oktober 1836 in die 7. Pionierabteilung. Erst am 4. November 1840 wurde er mit Patent zum 23. Dezember 1835 in die 3. Ingenieur-Inspektion einrangiert und am 1. November 1841 zu Fortifikationsdiensten nach Köln versetzt. Am 23. Mai 1844 erhielt er vom König wegen seiner Umsicht und Entschlossenheit beim schweren Eisgang auf dem Rhein eine Belobigung.
Er wurde am 20. April 1847 als Adjutant in die 3. Pionier-Inspektion versetzt und dort am 1. Juli 1848 zum Premier-Lieutenant ernannt. Am 23. Juni 1849 kam er als Adjutant in den Ingenieursstab des Oberkommandos in Baden. Während der Badischen Revolution befand er sich bei der Belagerung von Rastatt sowie den Gefechten bei Bischweier und Kuppenheim. Am 5. Oktober 1849 kam er zu Fortifikationsdiensten nach Koblenz, bevor er am 12. April 1851 in die 2. Ingenieur-Inspektion und zu Fortifikationsdiensten in die Festung Erfurt versetzt wurde. Dort wurde er am 4. November 1851 zum Hauptmann befördert und als Kommandeur der 1. Kompanie des 4. Pionier-Abteilung eingesetzt. Am 28. November 1854 kam er dann als Kommandeur in die 2. Reserve-Pionier-Kompanie und am 1. November 1856 in gleich Position in die 7. Pionier-Inspektion. Aber am 5. Juni 1857 wurde er Ingenieuroffizier vom Platz in der Festung Jülich. Er erhielt dort am 1. Juli 1860 die Beförderung zum Major und am 1. Juni 1861 die Versetzung als Ingenieur-Offizier vom Platz in der Festung Neiße. Er wurde am 18. Juni 1865 zum Oberstleutnant befördert, am 18. Januar 1866 mit dem Kronen-Orden 3. Klasse und am 4. Oktober 1866 mit dem Roten Adlerorden 3. Klasse mit Schleife ausgezeichnet. Am 31. Dezember 1866 erhielt er den Charakter als Oberst und am 17. Mai 1867 die Ernennung zum Inspekteur der 1. Festungsinspektion sowie das Patent als Oberst zum 30. Oktober 1866. Am 7. April 1870 wurde er dann mit Pension zur Disposition gestellt.
Mit der Mobilmachung zum Deutsch-Französischen Krieg kehrte er bereits am 18. Juli 1870 als stellvertretender Inspekteur in die 4. Festungsinspektion zurück. Er kehrte am 6. Mai 1871 in das inaktive Verhältnis zurück, dafür erhielt er am 21. September 1871 den Charakter als Generalmajor. Er starb am 16. Dezember 1883 in Oberlahnstein.

### Familie
Roehmer heiratete am 15. Oktober 1844 in Minden Maria Luise Dauer (* 13. Juli 1824; † 10. August 1895).